# Bolivias Billie Jean King Cup-lag
Bolivias Billie Jean King Cup-lag representerar Bolivia i tennisturneringen Billie Jean King Cup, och kontrolleras av Bolivias tennisförbund. 

## Historik
Bolivia deltog första gången 1991. Laget har som bäst spelat i Grupp I, vilket man gjorde 2005.